# بياضيات
البَيَاضِيَّات أو أبو الزمير (الاسم العلمي Bagridae)، فصيلة أسماك من شعاعيات الزعانف ورتبة سلوريات الشكل. أعطانه أفريقيا (البياض) وآسيا (بقيت الأجناس) من اليابان إلى بورنيو. وتضم نحو 245 نوعًا.